# 劉祖憲
劉祖憲（?—?），福建闽清人，清朝政治人物。举人出身。
道光2年（1822年），擔任清朝遵义府婺川縣知縣。后由梁雲五接任。